# Burg Ramstein (Kordel)

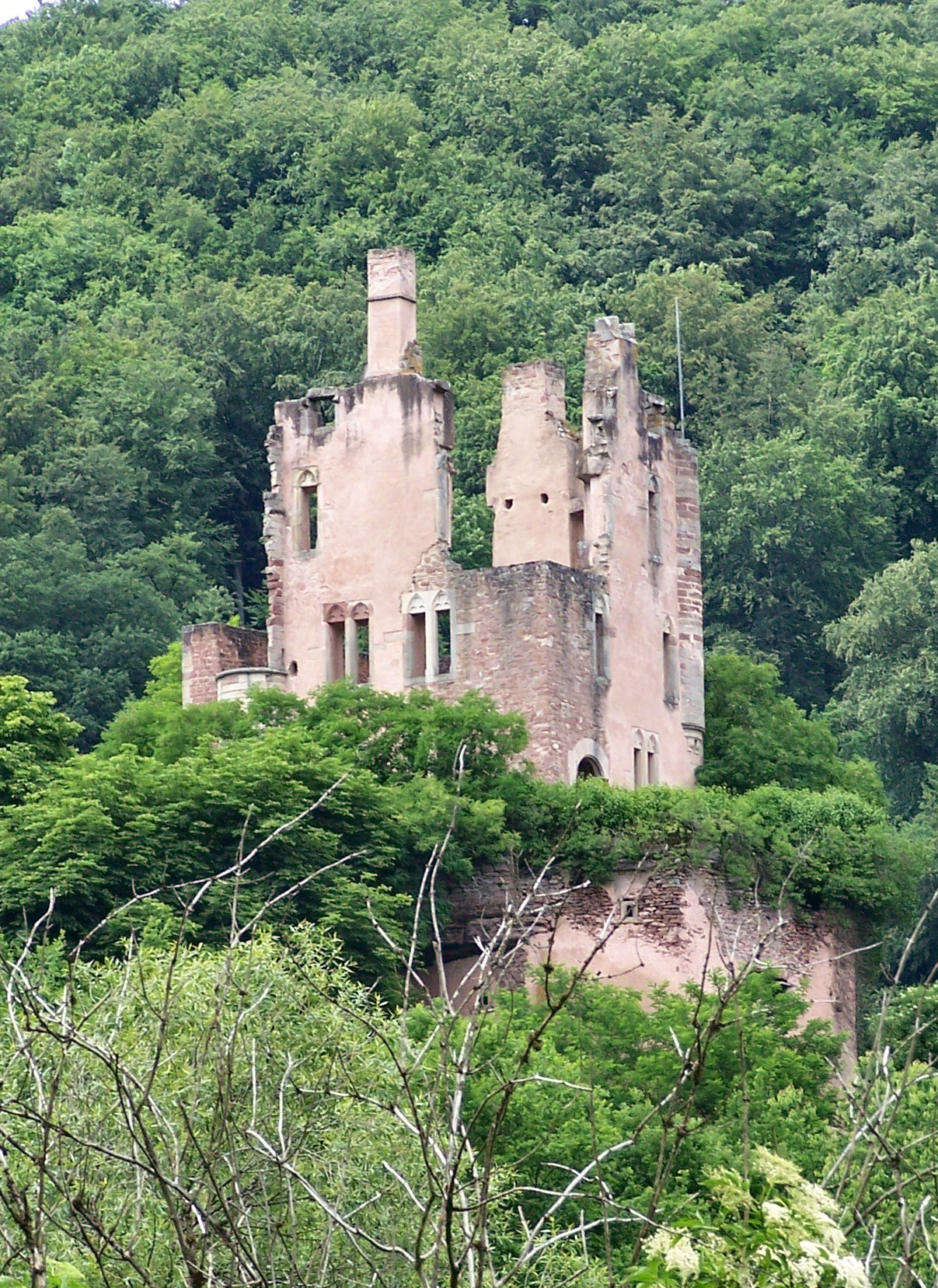
Südost-Ansicht der Burgruine Ramstein

Die Ruine der Burg Ramstein steht auf einem 182 Meter hohen Buntsandsteinfelsen am Rand des Meulenwaldes im unteren Kylltal bei Kordel in Rheinland-Pfalz und gehört damit zum Typus der Höhenburg.
Zu Beginn des 14. Jahrhunderts durch den Trierer Erzbischof Diether von Nassau als Nachfolger eines befestigten Gutshofs errichtet, war sie fortan eine kurtrierische Lehensburg, die an kurfürstlichen Untertanen und Domdechanten vergeben wurde. Während des Pfälzischen Erbfolgekriegs wurde die Anlage von französischen Soldaten besetzt und 1689 gesprengt. Ein Wiederaufbau unterblieb. Der Nachfolgebau des ehemaligen Hofhauses der Burg wird heute als Hotel-Restaurant genutzt.

## Geschichte
Zu Beginn des 10. Jahrhunderts ließ der Erzbischof Radbod von Trier auf einem Felsen bei Kordel an der Stelle eines älteren Vorgängerbaus (edificium) ein befestigtes Haus (municiuncula) errichten und übereignete es um 926 seinem Vasallen Vollmar auf Lebenszeit. Dieses landwirtschaftlich genutzte Gut war der Vorgänger der heutigen Burg Ramstein und wurde urkundlich unter Runnesstein sowie Castrum Ruynstein genannt. Der heute geläufige Name der Anlage kam hingegen erst um 1600 auf.
Bis zu Beginn des 14. Jahrhunderts fehlen weitere Daten zur Burganlage, denn erst in dieser Zeit begann Diether von Nassau, Trierer Erzbischof von 1300 bis 1307, mit der Errichtung einer Burg an jener Stelle. Die Anlage lag damit an der im Mittelalter wichtigen Römerstraße von Trier nach Andernach und nicht weit entfernt von der alten Römerstraße Trier-Köln. Die Fertigstellung des Baus erfolgte jedoch erst unter Diethers Nachfolger Balduin von Luxemburg. Das genaue Datum ist nicht bekannt, jedoch ist davon auszugehen, dass die Bauarbeiten im Jahr 1317 abgeschlossen waren, weil Balduin in jenem Jahr auf der Burg eine Urkunde siegelte. Bereits am 2. Juli 1310 hatte er den noch unfertigen Bau seinem Vertrauten und Lehrer Johann von Bruch (Johann de Bruaco) als Lehen übertragen. Johann war Domdechant in Trier, und der Lehnsvertrag sah vor, dass fortan immer der jeweilige Inhaber dieses Amtes Lehnsnehmer der Burg Ramstein sein solle. Allerdings wurde diese Bestimmung nicht eingehalten.

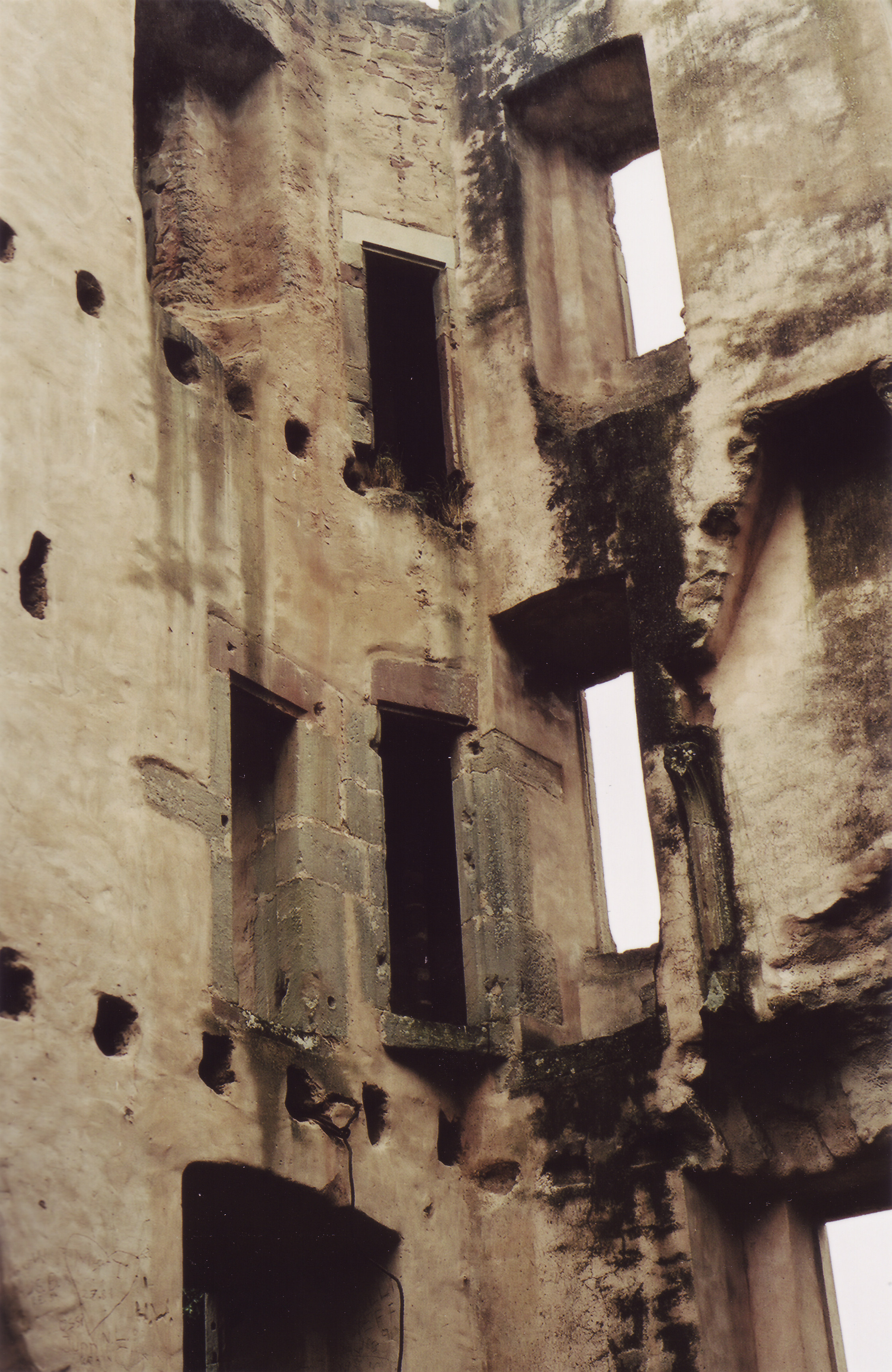
Mauern des Wohnturms, Innenansicht

Der Bau der Burg ging nicht ohne Streitigkeiten vor sich. Der Ritter Arnold von Pittingen, ein hoher luxemburgischer Adliger und seines Zeichens Vogt von Butzweiler, erhob Einspruch gegen ihre Errichtung. Er klagte vor dem König, doch Erzbischof Balduin konnte nachweisen, dass Ramstein auf erzbischöflichem Grund und Boden errichtet worden war. Obwohl das Urteil des Verfahrens nicht schriftlich überliefert ist, ging der von Arnold angestrengte Prozess am 13. März 1310 wohl für ihn verloren, denn schon bald darauf führte Balduin den Ausbau der Anlage weiter fort.
1328 erhielt Johann von der Fels mit seiner Frau Jutta von Reuland und Juttas Sohn aus erster Ehe, Wilhelm von Manderscheid, Burg Ramstein jeweils zur Hälfte als Lehen. Balduin behielt sich für die Anlage allerdings das Öffnungsrecht vor. Sowohl das Ehepaar als auch Wilhelm verpfändeten in der Nachfolgezeit mehrmals ihren Anteil.
Balduins Nachfolger Boemund II. von Saarbrücken übertrug die Anlage am 1. Juli 1358 seinem Palast- und Schöffenmeister Johann Wolf mit der Auflage, sie instand zu halten und genügend Wächter für ihre Bewachung einzustellen. Nur wenig später schon belehnte Erzbischof Kuno II. von Falkenstein die Äbtissin des Trierer Klosters St. Irminen, Irmgard von Gymnich, mit Ramstein. Ihr folgte ab 1402 der Domherr und Chorbischof Rupprecht von Hoheneck als Lehnsmann. Auch er erhielt als Auflage, die Burg instand zu setzen, und musste sich verpflichten, selbst dort zu wohnen.
Geraume Zeit nach dessen Tod im Jahr 1417 besetzte Bernhard von Orley die Burg, weil er Besitzansprüche auf sie erhob. Infolgedessen ließ Erzbischof Jakob I. von Sierck die Burg Ramstein belagern. Die Auseinandersetzung wurde schließlich durch ein Schiedsgericht beigelegt, das zugunsten des Erzbistums entschied. Die Burg hatte aber unter den langen Kampfhandlungen gelitten und war in einem schlechten Zustand. Da jedoch die nötigen finanziellen Mittel fehlten, wurden die entstandenen Schäden vorerst nicht beseitigt, und die Gebäude verfielen allmählich. Erst als Chorbischof Dietrich von Stein am 28. Mai 1488 auf Lebenszeit mit Ramstein belehnt wurde, trat Besserung ein. Er ließ die Burg gemäß den Auflagen des Lehensvertrags wieder aufbauen. Nach Dietrichs Tod im Jahr 1500 trat Heinrich von Hartenrode in jenem Jahr dessen Nachfolge an: Erzbischof Johann II. von Baden ernannte ihn zum lebenslangen Burggrafen des Schloss Rumstein.
Erzbischof und Kurfürst Richard von Greiffenklau zu Vollrads bewohnte die Anlage im 16. Jahrhundert aller Wahrscheinlichkeit nach selbst. Er löste das Problem der Wasserversorgung, indem er von einer Waldquelle eine Leitung aus Tonröhren ins Burgareal legen ließ. Der sogenannte Brunnenstein, ein Gedenkstein, der an dieses Ereignis erinnert, ist heute noch erhalten und wird im Flur des Wirtshauses auf dem Burgareal ausgestellt. Seine Inschrift lautet:
RICHART GRIFFENCLAE VONN VOLRACZS ERTZBISCHOFF ZW TRIER VUN CHOERFVUERST HAIT MICH THOEN DRINGEN VSZ DIESSEM FILSCHEN SPRINGEN ANNO XV XXVII [(1527)]
Dem Erzbischof folgte ab 1578 der Domdechant Bartholomäus von der Leyen als Besitzer. Anschließend ging das Anwesen als Lehen an die Domdekanei und blieb es bis zur Säkularisation am Anfang des 19. Jahrhunderts. Die Domdechanten wohnten jedoch nicht selbst auf Burg Ramstein, sondern ließen diese von einem Hofmann (villicus) bewirtschaften und verwalten.
Während des Holländischen Kriegs befand sich Ramstein ab 1674 ein Jahr lang in französischer Hand, ehe es durch kaiserliche Truppen befreit wurde. Im Anschluss daran wurde die Burganlage weiter befestigt.

Burg Ramstein samt Hofhaus um 1900

Kriegerische Auseinandersetzungen während des Pfälzischen Erbfolgekriegs machten der Burg Ramstein endgültig den Garaus. Am 18. September 1689 wurde sie durch französische Soldaten in Brand gesteckt und an zwei Ecken gesprengt. Seither ist sie eine Ruine. Der Hofmann bezog nach der Zerstörung des Wohnturms das zur Anlage gehörige Wirtschaftshaus, das schon am 19. April 1675 einmal abgebrannt war. Anschließend wiederaufgebaut, wurde es durch ein weiteres Feuer im Jahr 1786 erneut zerstört. Der damalige Burgherr, Domdechant Anselm von Kerpen, plante zwar den Neubau eines größeren Hauses, da die vom Baumeister veranschlagten Kosten aber zu hoch gewesen wären, folgte doch ein Wiederaufbau auf den alten, noch erhaltenen Fundamenten.
Nach der Besetzung des Rheinlands durch die Franzosen unter Napoleon wurde die Ruine beschlagnahmt und im Zuge der Säkularisation am 21. Frimaire des Jahres XII, also am 13. Dezember 1803, durch den Trierer Advokaten Wilhelm Josef Fritsch für 9000 Francs ersteigert. Am 30. November 1826 verkauften die Fritsch-Erben die Anlage an den Trierer Bierbrauer und Rotgerber Franz Ludwig Bretz (auch Britz geschrieben), dessen Sohn Nikolaus dort in den 1870er Jahren einen Gastronomiebetrieb eröffnete. Seine Nachfahren sind auch heute noch im Besitz der Burganlage und betreiben dort in fünfter Generation ein Hotel-Restaurant.
Erste Restaurierungsarbeiten wurden 1928 vorgenommen. Dabei wurde die Ostwand der Burg stark ergänzt. Im Sommer 1930 folgten Sicherungsmaßnahmen an den Mauerkronen. Gegen Ende des Zweiten Weltkriegs trug die Ruine aber schwere Schäden durch Artilleriebeschuss davon, ehe der restliche bis 1987 ausgebessert und gesichert wurde. Die Burg Ramstein kann nach Anmeldung im Rahmen einer Führung besichtigt werden (Kontakt über den Förderverein Burg Ramstein e.V.).
Ein Haltepunkt an der Bahnstrecke Köln–Trier wurde etwa 1985 aufgegeben.

## Beschreibung
Burg Ramstein besteht aus einer Kernburg und den zur Anlage gehörigen Wirtschaftsbauten auf einem etwa 37 × 57 Meter großen Areal in ovaler Form. Von der einstigen Ringmauer und den Ecktürmen sind nur noch geringe Reste vorhanden. Die gotische Hauptburg besteht aus einem Wohnturm auf trapezförmigem Grundriss mit Ausmaßen von 13 × 10,8 Metern. Dessen etwa 1,35 Meter dicken Außenmauern aus Bruchstein waren früher geschätzte 25 Meter hoch und umfassten vier Geschosse. Von diesen sind nur noch drei, an manchen Stellen sogar noch nur zwei, Etagen mit einer maximalen Höhe von 18 Metern erhalten. An den Innenseiten der Mauern sind die Löcher der ehemaligen Deckenbalken sowie Reste von Sitznischen und Kaminen erkennbar. Als Gewände kam grauer und roter Sandstein aus der Umgebung zum Einsatz. Die Turmfenster besitzen überwiegend gotische Dreipassblenden.
Recht gut erhalten ist das 1,55 Meter breite und 2,45 Meter hohe Eingangsportal an der Westseite des Turms, das durch einen 4,70 Meter messenden Halsgraben von der Vorburg getrennt ist. Diesen überbrückte früher eine wohl hölzerne Fallbrücke. Einst gelangte man von der Vorburg aus über eine in den Fels gehauene Steintreppe dorthin. Ansätze ihrer Treppenstufen sind heute noch auszumachen.
Die Geschosse des Turms konnten über Wendeltreppen in zwei runden, aus Haustein errichteten Treppentürmen an der Nordost-Ecke und an der Außenseite der Südwand neben dem Haupteingang erschlossen werden. Im Erdgeschoss befand sich der größte Kamin des Hauses, weshalb vermutet werden darf, dass sich dort die Küche befand. Drei weitere Kamine existierten im ersten Obergeschoss, das früher durch eine Fachwerkwand in zwei Hälften unterteilt war. Vielleicht befanden sich dort die privaten Wohnräume des Burgherrn. Das zweite Obergeschoss wurde von einem einzigen großen Saal eingenommen, der vermutlich für Festlichkeiten, Empfänge und Sitzungen genutzt wurde. Fehlende Kamine im dritten Obergeschoss und damit keine Möglichkeit der Beheizung deuten darauf hin, dass sich dort die Unterkünfte für Bedienstete befunden haben.

Grundrisse der einzelnen Burggeschosse